# Skagaströnd
Skagaströnd è un comune islandese della regione di Norðurland vestra.